# 1527 en science
| Années de la science : 1524 - 1525 - 1526 - 1527 - 1528 - 1529 - 1530    |
| Décennies de la science : 1490 - 1500 - 1510 - 1520 - 1530 - 1540 - 1550 |

Cet article présente les faits marquants de l'année 1527 en science.

## Événements
- Paracelse donne des conférences sur la médecine à Bâle en Suisse. Il abandonne le latin pour enseigner en allemand, et brûle solennellement devant les étudiants les œuvres de Galien et d'Avicenne[1], déclarant « ne rien savoir que ce qu'il apprit des sorcières »[2].

## Publications
- Petrus Apianus : Newe Ein und wolgegründete underweisung aller Kauffmanns Rechnung dans dreyen Büchern, mit und schönen begriffen fragstücken Regeln, Ingolstadt 1527. Un manuel d'arithmétique commerciale.
- Albrecht Dürer : Quelques enseignements sur la fortification des villes, châteaux et bourgs.
- Gaspard Lax de Sarenina : Quæstiones phisicales, 1527, Saragosse.
- Jacques de Béthencourt publie le premier texte francophone consacré à la syphilis sous le titre Nova pœnitentialis Quadragesima nec non Purgatorium in morbum gallicum sive venereum[3] (Nouveau carême de pénitence et purgatoire d'expiation à l'usage des malades affectés du mal français ou mal Vénérien). Il y introduit aussi le terme de maladie vénérienne[4].

## Naissances

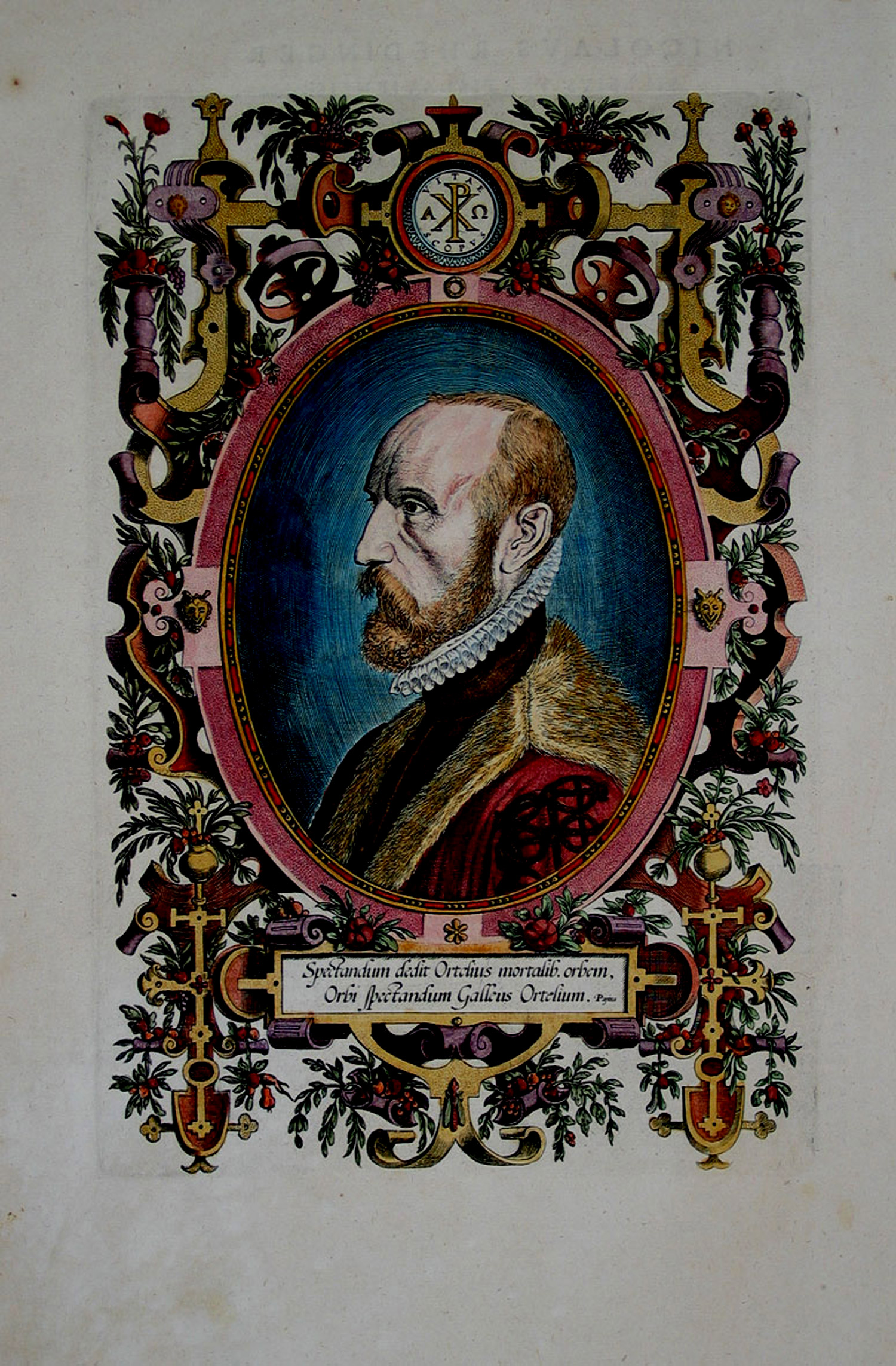
Abraham Ortelius.

- 14 avril : Abraham Ortell († en 1598), cartographe néerlandais (Dix-Sept Provinces) connu pour la publication du premier atlas géographique moderne.
- 1er mai : Joannes Stadius (mort en 1579),  mathématicien, astronome-astrologue et historien flamand.
- 13 juillet : John Dee (mort en 1608 ou 1609), mathématicien, astronome, astrologue, géographe et occultiste britannique.

- Louis Duret (mort en 1586), médecin français.

## Décès
- 21 janvier : Juan de Grijalva (né vers 1489), conquistador espagnol.
- 28 juillet : Rodrigo de Bastidas (né en 1445), conquistador espagnol.